# Hemibalizam
Hemibalizam je neurološki znak, oblik hiperkineze, koji se prezentira kao poremećaj kretnji kojeg karakteriziraju nevoljne, eksplozivne, snažne kretnje proksimalnih dijelova udova ("bacanje ekstremiteta").
U slučaju da poremećaj zahvati obje polovice tijela, što je rijetko, govorimo o balizmu.
Hemibalizam nastaje najčešće zbog izoliranog oštečenja subtalamičke jezgre ili moždanih puteva koje vode iz jezgre.

## Vanjske poveznice
- Primjer bolesnika s hemibalizmom na Youtube (engl.)